# Universiade d'hiver de 1964
Navigation
Édition précédente Édition suivante
La 3e édition de l'Universiade d'hiver, compétition internationale universitaire multi-sports, s’est déroulée du 11 au 17 février 1964 à Špindlerův Mlýn, en Tchécoslovaquie. Au total, 410 athlètes issus de 21 nations ont pris part aux différentes épreuves réparties dans 5 sports.

## Tableau des médailles
| Rang | Pays                 | Médaille d'or | Médaille d'argent | Médaille de bronze | Total |
| 1    | Allemagne de l'Ouest | 3             | 3                 | 1                  | 7     |
| 2    | URSS                 | 3             | 2                 | 3                  | 8     |
| 3    | Autriche             | 2             | 2                 | 2                  | 6     |
| 4    | France               | 2             | 1                 | 2                  | 5     |
| 5    | Japon                | 1             | 4                 | 1                  | 6     |
| 6    | Suisse               | 1             | 1                 | 1                  | 3     |
| 6    | Tchécoslovaquie      | 1             | 1                 | 1                  | 3     |
| 8    | Pologne              | 1             | 0                 | 3                  | 4     |
| 9    | Hongrie              | 1             | 0                 | 0                  | 1     |
| 10   | Bulgarie             | 0             | 1                 | 0                  | 1     |
| 11   | Roumanie             | 0             | 0                 | 1                  | 1     |